# Robert Z’Dar
Robert Z’Dar, właściwie Robert James Zdarsky (ur. 3 czerwca 1950 w Chicago, zm. 30 marca 2015 w Pensacola) – amerykański aktor (mierzący 188 cm wzrostu) i producent filmowy kina klasy B. pochodzenia litewskiego, znany z wyjątkowej struktury twarzy i charakterystycznej masywnej szczęki. W filmowym światku dorobił się pseudonimu „The Chin” (Broda lub Podbródek).

## Życiorys

### Wczesne lata
Urodził się i wychowywał w Chicago w stanie Illinois. Uczęszczał do Proviso West High School w Hillside, gdzie brał udział w szkolnych przedstawieniach. Następnie uzyskał licencjat ze sztuk pięknych na Arizona State University. Później występował jako wokalista, klawiszowiec i gitarzysta w zespole rockowym Nova Express z siedzibą w Chicago, który występował jako support dla takich grup jak Jefferson Airplane, The Who czy The Electric Prunes. Po ukończeniu studiów powrócił do Chicago, gdzie pracował jako policjant. Przygotowywał także dżingle dla agencji reklamowych Leo Burnett i J. Walter Thompson, a nawet przez krótki okres jako tancerz Chippendales.

### Kariera
Debiutował na ekranie w niewielkiej roli  jako Shigaru w filmie Code Name Zebra (1984) u boku Franka Sinatry Jr. i Jamesa Mitchuma, syna Roberta Mitchuma. W 1985 wystąpił przed kamerą w dramacie sensacyjnym Hell Hole z Rayem Sharkeyem i Judy Landers, filmie kryminalnym Flesh and Bullets (1985) z Yvonne De Carlo, Cesarem Romero i Cornelem Wilde, komedii Hot Chili (1985) z Allanem Kayserem oraz jako strażnik więzienny w serialu ABC Na wariackich papierach (Moonlighting). Zdobył ogromną rzeszę fanów wśród miłośników kina klasy B grając rolę złoczyńcy Matthew 'Matta' Cordella w dreszczowcu kryminalnym Maniakalny glina (Maniac Cop, 1988) oraz dwóch sequelach. Był potem angażowany do ról czarnych charakterów w filmach akcji jak Tango i Cash (Tango and Cash, 1989) z udziałem Sylvestra Stallone i Kurta Russella czy Gangsterzy (Mobsters, 1991) z Larą Flynn Boyle i Christianem Slaterem. Po wypadku, który poniósł w 2002, kiedy odniósł obrażenia pleców, odszedł nieco od ról akcji, czyniąc swoje role bardziej spokojnymi.

### Śmierć
Podczas pobytu w Pensacoli na Florydzie, gdzie miał spotkać się z fanami w Pensaconie – konwencie fanów filmowej fantastyki, trafił do szpitala krótko po tym, jak zaczął skarżyć się na ból w klatce piersiowej.  Mimo że jego stan uległ polepszeniu, zmarł 30 marca 2015 w wieku 64 lat. Przyczyną śmierci było zatrzymanie akcji serca.

## Wybrana filmografia
- Code Name: Zebra (1985) jako Shigaru
- Cherry model 2000 (1987) jako Chet
- Maniakalny glina (1988) jako Matt Cordell
- Tango i Cash (1989) jako Face
- Ostateczna rozgrywka (1990) jako sierżant Sergei Schvackov
- Maniakalny glina 2 (1990) jako Matt Cordell
- Gliniarz samuraj (1991) jako Yamashita
- Gangsterzy (1991) jako Rocco
- Frogtown 2 (1992) jako Sam Hell
- Europejska noc (1993) jako Fritz Brumbacher
- Maniakalny glina 3 (1993) jako Matt Cordell
- Total Force (1997) jako obiekt testów
- Kumple z Wietnamu (1998) jako Dino
- Samotny tygrys (1998) jako King Coach
- Tak to się robi w Chicago (2009) jako kierowca
- Mountain Mafia (2010) jako szeryf Dumas
- High on the Hog (2014) jako burmistrz